# Xã Upper Makefield, Quận Bucks, Pennsylvania
Xã Upper Makefield (tiếng Anh: Upper Makefield Township) là một xã thuộc quận Bucks, tiểu bang Pennsylvania, Hoa Kỳ. Năm 2010, dân số của xã này là 8.190 người.